# صحنه‌زنی
صحنه‌زنی فیلمی ایرانی به کارگردانی و نویسندگی علیرضا صمدی و تهیه‌کنندگی مجید رضابالا محصول سال ۱۳۹۹ است که در سال ۱۴۰۰ به نمایش درآمد. مهتاب کرامتی، بهرام افشاری، محمد نادری، پیام احمدی‌نیا، فرزانه سهیلی، لیندا کیانی و مجید صالحی بازیگران فیلم هستند. این فیلم نخستین بار در سی و هشتمین جشنواره جهانی فیلم فجر به نمایش درآمد و آن‌جا برندهٔ سیمرغ نقره‌ای بهترین کارگردانی شد.

## داستان
«صحنه‌زنی» فیلمی با موضوع اجتماعیست که به چالش‌های زندگی شخصیت‌ها در جامعه می‌پردازد. صحنه‌زنی داستان گروهی خلافکار را روایت می‌کند که سردسته آنها «اسد» است. اسد همراه با گروهش صحنه‌های جعلی تصادف می‌سازد تا از بیمه خسارت بگیرد.

## بازیگران
- بهرام افشاری در نقش اسد
- پیام احمدی‌نیا در نقش مستر
- فرزانه سهیلی در نقش زن باردار
- لیندا کیانی در نقش شیرین
- مجید صالحی در نقش سبزواری
- مهتاب کرامتی در نقش لیلا جاویدی
- محمد نادری در نقش مشتری تشریفات
- حمیدرضا نعیمی در نقش مدیر تشریفات
- امید روحانی در نقش لوله‌کش
- آتش تقی‌پور در نقش پدرزن سابق اسد
- سیامک ادیب در نقش مجتبی
- علیرضا ناصحی
- غزاله جزایری در نقش مریم، مددکار

## جوایز
| جشنواره           | قسمت                          | نتیجه | منبع  |
| ----------------- | ----------------------------- | ----- | ----- |
| جشنواره فجر       | سیمرغ بهترین آنونس            | برنده | [ ۴ ] |
| جشنواره جهانی فجر | سیمرغ نقره‌ای بهترین کارگردانی | برنده | [ ۵ ] |